# Бертомеу, Жорди
Жорди Бертомеу (кат. Jordi Bertomeu Orteu, 15 января 1959, Барселона, Испания) — президент Евролиги, самого престижного клубного баскетбольного турнира Европы, считается вторым профессиональным баскетбольным соревнованием после НБА.

## Биография
Учился и окончил Барселонский университет. Получил степень бакалавра права. 1982—1994 г. занимал должность советника и генерального секретаря в Испанской баскетбольной лиге.  1994—2000 гг. занимал должность вице-президента Испанской баскетбольной лиге. В 2000 году назначен на должность руководителя Евролиги.  
25 ноября 2008 года Жорди Бертомеу награждён почетным орденом Литовской Республики за вклад в развитие спорта.